# Oscar von Kohorn
Oscar Kohorn, seit 1918 Freiherr von Kohorn zu Kornegg, (* 12. Oktober 1882 in Dürrmaul, Böhmen; † 30. Juni 1963 in New York City) war ein deutscher Unternehmer in der Textilindustrie, er zählte zu den einflussreichsten jüdischen Unternehmern im ersten Drittel des 20. Jahrhunderts in Chemnitz.

## Leben
Oscar Kohorn wurde als zehntes Kind eines Likörfabrikanten geboren. Nach Schul- und Lehrzeit besuchte er bis 1903 die Höhere Webschule in Chemnitz und wurde dann in der 1882 gegründeten Textilfabrik der Siegmund Goeritz oHG in Chemnitz als Weberei-Direktor eingestellt. Ende 1909 gründete er ein eigenes Unternehmen auf dem Grundstück Zwickauer Straße 108, die Chemnitzer Teppichfabrik Oscar Kohorn, die er nach dem Kauf des großen Industriegeländes Kauffahrtei 31 Ende 1921 dahin verlegte. Als Spezialität erzeugte das Unternehmen Haargarnteppiche, die sich infolge ihrer enormen Haltbarkeit und äußerst geschmackvollen Ausführung, wie es in einer zeitgenössischen Festschrift hieß, gut verkauften. Von 1918 bis 1925 bestand auch eine Zweigniederlassung in Crottendorf (Erzgebirge). Darüber hinaus war Kohorn an einer Vielzahl von Aktiengesellschaften inner- und außerhalb Deutschlands beteiligt, so auch von 1915 bis 1917 als Mitgesellschafter an der in Chemnitz angesiedelten Deutsch-Österreichischen Handelsgesellschaft mbH. 
Im Juni 1912 heiratete Oscar Kohorn Valerie geb. Wirth, die Tochter des 1892 verstorbenen Chefredakteurs der Wiener Zeitung „Neue Freie Presse“. Aus dieser Ehe gingen zwei Söhne hervor. Im April 1917 erwarb Kohorn die 1908 für den Unternehmer F. A. Hempel errichtete Villa Oscar Freiherr von Kohorn zu Kornegg, Parkstraße 35 in Chemnitz, wo er seitdem mit seiner Familie lebte.
Am 12. Juni 1918 erhielt Oscar Kohorn den österreichischen Titel „Kaiserlicher Rat“ und wurde vom Herzog von Sachsen-Coburg und Gotha als Freiherr von Kohorn zu Kornegg in den erblichen Adelsstand erhoben. Kohorn war auch bekannt für sein kulturelles und soziales Mäzenatentum. So stiftete er größere Geldsummen, mit denen am 15. Mai 1922 die Freiherr-Kohorn-Stiftung zugunsten der Chemnitzer Kindererholungsfürsorge gegründet wurde. Das erste städtische Kindererholungsheim in Dönschten bei Schmiedeberg konnte nur dank Kohorns Engagement in den ersten fünf Jahren seines Bestehens fast 1700 bedürftige Knaben und Mädchen beherbergen. Oscar von Kohorn gehörte auch zu den Stiftern für den Umbau des Städtischen Theaters in Chemnitz. Er war außerdem stellvertretender Vorsitzender im Golf- und Landclub Chemnitz e.V. und Mitglied im am 19. November 1929 gegründeten Rotary Club Chemnitz.
Während der Weltwirtschaftskrise musste Kohorns Teppichfabrik im August 1931 Konkurs anmelden. In der Errichtung kompletter Kunstseidenfabriken sah Oscar von Kohorn jedoch bald eine neue Herausforderung. So gründete er drei Jahre später mit seinem 14 Jahre jüngeren Neffen Leo die Oscar Kohorn & Co. GmbH, die 20 Mitarbeiter hatte und Maschinen nach Belgien, Japan, Polen, China und in die Türkei lieferte. Dennoch sah der international agierende und denkende Unternehmer nach der beginnenden nationalsozialistischen Judenverfolgung in Deutschland für sich und seine Familie keine Zukunft mehr in dem Land, in dem er seit über drei Jahrzehnten lebte. Daher kehrte er Mitte 1935 von einer Geschäftsreise nach Japan nicht wieder zurück. Seine Ehefrau folgte ihm später nach Yokohama. Im Februar 1940 wurde Kohorn mit seiner Familie aus Deutschland ausgebürgert, sein Vermögen eingezogen. Fünf Monate später erwarb die Auto Union AG das Industriegelände an der Kauffahrtei. 
Seit Ende der 1930er Jahre lebte Oscar von Kohorn mit seiner Ehefrau in New York City, wo er sein außergewöhnliches unternehmerisches Engagement bis zu seinem Tode am 30. Juni 1963 mit Erfolg fortsetzte.

## Unternehmerisches Engagement
Oscar von Kohorn war z. B. in folgenden Unternehmen aktiv:
- Chemnitzer Teppichfabrik Oscar Kohorn & Co. (als Alleininhaber)
- Oscar Kohorn & Co. GmbH, Maschinenfabrik (Hauptgesellschafter)
- Deutsch-Österreichische Handelsgesellschaft mbH, Chemnitz (Mitgesellschafter)
- Teppich- und Möbelstoff AG, Chemnitz (Vorsitzender des Aufsichtsrates)
- Metropol-Theater AG, Chemnitz (Mitglied des Aufsichtsrates)
- Hotel „Chemnitzer Hof“ AG, Chemnitz (Vorsitzender des Aufsichtsrates)
- Vereinigte Kammgarnspinnereien AG, Harthau bei Chemnitz (Mitglied des Aufsichtsrates)
- Sondermann & Stier AG, Chemnitz (Mitglied des Aufsichtsrates)
- Textil-Werke AG, Lomnitz-Brünn (Präsident)
- Erste Böhmische Kunstseidenfabrik AG, Theresienthal (Vizepräsident)
- Negedly-Werke AG, Wien (Vizepräsident)
- Textiliana AG, Budapest (Vizepräsident)
- Serbische Teppichfabrik (Lazar Dundjerski) AG, Veliki Bečkerek (Vizepräsident)
- Wegelin & Hübner AG, Maschinenfabrik und Eisengießerei, Halle (Saale) (stellvertretender Vorsitzender des Aufsichtsrates)
- Tetra AG, Wien (Mitglied des Verwaltungsrates)